# Punta del Este Challenger 1994
Il Punta del Este Challenger 1994 è stato un torneo di tennis facente parte della categoria ATP Challenger Series nell'ambito dell'ATP Challenger Series 1994. Il torneo si è giocato a Punta del Este in Uruguay dal 7 al 13 febbraio 1994 su campi in terra rossa.

## Vincitori

### Singolare
Franco Davín ha battuto in finale  Gérard Solvès con il punteggio di 6–2, 4–6, 6–0

### Doppio
Marcelo Filippini /  Diego Pérez hanno battuto in finale  Luis Lobo /  Christian Miniussi con il punteggio di 6–7, 7–6, 7–6